# Coupe d'Europe hivernale des lancers 2002
Navigation
Édition précédente Édition suivante
La 2e édition de la Coupe d'Europe hivernale des lancers s'est déroulée les 9 et 10 mars 2002 à Pula, en Croatie. La compétition est organisée par l'Association européenne d'athlétisme.

## Résultats

### Hommes
| Épreuves          | Or                                | Argent                           | Bronze                   |
| Lancer du poids   | Manuel Martínez Gutiérrez 20,92 m | Rutger Smith 19,85 m             | Leszek Śliwa 19,78 m     |
| Lancer du disque  | David Martínez 63,09 m            | Aleksandr Borichevskiy 61,72 m   | Rutger Smith 61,68 m     |
| Lancer du javelot | Aleksandr Ivanov 81,71 m          | Stefan Wenk 78,46 m              | Marián Bokor 76,91 m     |
| Lancer du marteau | Aleksey Zagornyi 82,27 m          | Aléxandros Papadimitríou 79,67 m | Miloslav Konopka 78,58 m |

### Femmes
| Épreuves          | Or                        | Argent                      | Bronze                      |
| Lancer du poids   | Vita Pavlysh 20,03 m      | Assunta Legnante 18,15 m    | Irina Khudoroshkina 17,88 m |
| Lancer du disque  | Valentina Ivanova 60,28 m | Viktoriya Boyko 60,07 m     | Natalya Ampleyeva 59,29 m   |
| Lancer du javelot | Claudia Coslovich 63,27 m | Valeriya Zabruskova 62,69 m | Dörthe Friedrich 59,02 m    |
| Lancer du marteau | Susanne Keil 66,54 m      | Vânia Silva 65,46 m         | Lorraine Shaw 64,81 m       |

## Classement par équipes
| Place | Pays      | Points |
| ----- | --------- | ------ |
| 1     | Russie    | 8 597  |
| 2     | Allemagne | 8 360  |
| 3     | Italie    | 8 194  |
| 4     | Ukraine   | 7 966  |
| 5     | Croatie   | 6 550  |

| Place | Pays      | Points |
| ----- | --------- | ------ |
| 1     | Russie    | 8 147  |
| 2     | Italie    | 7 998  |
| 3     | Ukraine   | 7 996  |
| 4     | Allemagne | 7 832  |
| 5     | France    | 7 528  |
| 6     | Croatie   | 6 665  |